# جاك دورانت
جاك دورانت (بالإنجليزية: Jack Durrant)‏ هو لاعب كرة قدم بريطاني، ولد في 6 مايو 1991 في برستل في المملكة المتحدة. لعب مع Mangotsfield United F.C. ‏.

## وصلات خارجية
- جاك دورانت على موقع قاعدة بيانات كرة القدم.إي يو (الإنجليزية)
- جاك دورانت على موقع Soccerbase.com (لاعب) (الإنجليزية)